# Leonidas Flores
Leonidas Flores Reyes (né le 24 janvier 1965 à La Palma de Abangares au Costa Rica) est un footballeur international costaricien, qui évoluait au poste d'attaquant, avant de devenir entraîneur.

## Biographie

### Carrière en sélection
Avec l'équipe du Costa Rica, il joue 30 matchs (pour 6 buts inscrits) entre 1984 et 1996. Il figure notamment dans le groupe des sélectionnés lors de la Gold Cup de 1991.
Il participe également aux JO de 1984.